# Antoni Kierysz
Antoni Kierysz (ur. 19 kwietnia 1920 w Ostrowcu Świętokrzyskim, zm. 23 czerwca 2013) – polski sportowiec, pływak i waterpolista KSZO Ostrowiec Świętokrzyski, mistrz Polski z 1946 roku i reprezentant Polski w piłce wodnej, trener drużyny waterpolowej KSZO, Honorowy Członek KS KSZO.

## Życiorys[2]
W młodości mieszkał w Klimiewiczowie, robotniczej dzielnicy Ostrowca Świętokrzyskiego, przy ul. Stanisława Staszica. W 1939 roku zdał maturę w liceum im. Joachima Chreptowicza w Ostrowcu. Zawodnikiem Klubu Sportowego Zakładów Ostrowieckich został już w 1934 roku. W 1936 roku, jako jeden z wyróżniających się pływaków, rozpoczął specjalistyczne treningi pod kierunkiem trenera Józefa Makowskiego. Będąc jeszcze uczniem pierwszej klasy liceum został powołany, wraz z Janem Zakrzewskim, bramkarzem KSZO, do reprezentacji Polski w waterpolo przez węgierskiego szkoleniowca, Lajosa Rajka. Wystąpił w Helsinkach w przegranym 5:6 meczu z Finlandią. Grał także w półoficjalnych meczach międzypaństwowych z Węgrami.
Świetnie rokującą karierę młodego waterpolisty przerwał wybuch II wojny światowej. W trakcie okupacji Antoni Kiersz, na co dzień pracujący jako spawacz w ostrowieckiej hucie, działał w konspiracyjnym Związku Syndykalistów Polskich.
Po zakończeniu wojny rozpoczął studia na Wydziale Ekonomii Uniwersytetu Łódzkiego, który ukończył ze stopniem magistra. W Łodzi, dzięki Zbigniewowi Kuciewiczowi, późniejszemu trenerowi KSZO, dostał zatrudnienie w klubie YMCA. Cały czas pozostawał zawodnikiem KSZO, z którym w 1946 roku wywalczył, pierwsze w historii klubu, mistrzostwo Polski w piłce wodnej. W ciągu następnych kilku lat dwukrotnie zdobywał z klubem tytuły wicemistrzowskie. W tym okresie był również powoływany do reprezentacji kraju.
Po zakończeniu kariery zawodniczej w 1953 roku, został trenerem pływania i piłki wodnej w klubie Zryw, działającym przy Technikum Hutniczo-Mechanicznym w Ostrowcu. W 1955 roku, na organizowanych w Ostrowcu mistrzostw Polski Zrzeszenia Międzyszkolnych Kół Sportowych Zryw, powrócił do roli zawodnika i zdobył z ostrowieckim Zrywem mistrzostwo Polski. Później pracował jeszcze w KSZO, gdzie wychował m.in. Cezarego Suchodolskiego, dwukrotnego mistrza Polski w latach 70.

## Odznaczenia
Na Mistrzostwach Polski w Pływaniu, rozgrywanych w 2009 w Ostrowcu Świętokrzyskim, otrzymał Złotą Odznakę Polskiego Związku Pływackiego oraz puchar od działaczy Krakowskiego Okręgowego Związku Pływackiego.
Z okazji 80-lecia KSZO został uhonorowany Złotą Odznaką Ministra Sportu i Turystyki.